# Adam Nelson
Adam Nelson (* 7. července 1975, Atlanta) je americký sportovec, atlet, olympijský vítěz a mistr světa ve vrhu koulí.

## Kariéra
V roce 1994 se stal v portugalském Lisabonu juniorským mistrem světa. O čtyři roky později získal stříbrnou medaili na Hrách dobré vůle a v roce 1999 stříbro na světové letní univerziádě ve španělském Palma de Mallorca. Dne 18. května 2002 hodil svůj osobní rekord 22,51 m na mítinku v Portlandu. Tento výkon je 10. nejlepším v historii.

### LOH 2004
V první sérii hodil 21,16 metrů, ostatní pokusy nebyly platné kvůli přešlapu. Jeho soupeř Jurij Bilonog z Ukrajiny hodil také 21,16 metrů. Jelikož jeho druhý nejlepší pokus činil 21,15 metru, stal se olympijským vítězem. Následně, po zjištění dopingu, byl však Bilonog diskvalifikován a zlatá medaile připadla Nelsonovi.

### Ósaka 2007
Na Mistrovství světa v atletice 2007 skončil na druhém místě pokusem z druhé série (21,61 metrů), což byl jeho rekord sezóny 2007.

### LOH 2008
Na olympiádě v Pekingu postoupil z kvalifikace druhým nejdelším pokusem (20,56 m). Lepší byl jen pozdější olympijský vítěz, Polák Tomasz Majewski (21,04 m). Ve finále však Nelson třikrát přešlápl a skončil bez platného pokusu v poli poražených.

### Berlín 2009
Na Mistrovství světa v atletice 2009 v Berlíně poslal v první sérii kouli do vzdálenosti 21,11 m a patřila mu průběžná třetí příčka. Medaili však nakonec nevybojoval, když se již v dalších pokusech nezlepšil a skončil na pátém místě. Bronz bral Němec Ralf Bartels a na 4. místě skončil Nelsonův krajan Reese Hoffa.